# Аустријски шилинг
Аустријски шилинг (ISO 4217: ATS) је био валута Аустрије у периоду од 1925. до 1938, па затим од 1945. до 2002. Био је подељен на 100 гроша.

## Историја
Шилинг је први пут пуштен у оптицај 1. марта 1925, и то на основу Акта о Шилингу који је донесен 20. децембра 1924, према којем би шилинг требало да замени аустроугарску круну. Године 1938, када је Аустрија аншлусом припојена Нацистичкој Немачкој, шилинг је замењем рајхсмарком. Шилинг су по завршетку Другог светског рата 30. новембра 1945. увели савезнички војници. Народна банка Аустрије је исте године почела да издаје новчанице шилинга, а следеће године и кованице. Када је евро постао званична валута Аустрије 2002, шилинг је остао у употреби до 28. фебруара исте године, када је престао да буде законско средство плаћања.

## Апоени
Кованице и новчанице аустријског шилинга су коване, односно штампане у следећим апоенима:
- Кованице:
  - 1 грош
  - 2 гроша
  - 5 гроша
  - 10 гроша
  - 50 гроша
  - 1 шилинг
  - 5 шилинга
  - 10 шилинга
  - 20 шилинга
  - 50 шилинга
- Новчанице:
  - 20 шилинга
  - 50 шилинга
  - 100 шилинга
  - 500 шилинга
  - 1.000 шилинга
  - 5.000 шилинга